# Marcus Petreius
Marcus Petreius (* wohl um 110 v. Chr.; † April 46 v. Chr.) war ein römischer Politiker und Feldherr.
Für die erste Phase von Petreius’ Karriere, die ihn wohl als ersten seiner Familie in den Senat führte, ist die Chronologie unklar. Sallust beschreibt ihn als einen militärischen Menschen, der im Jahr 62 v. Chr. auf einen dreißigjährigen Heeresdienst u. a. als Militärtribun, Präfekt und Legat zurückblicken konnte. In einem unbekannten Jahr (spätestens 64 v. Chr.) bekleidete er die Prätur.
Als Legat diente Petreius 63/62 v. Chr. unter dem Konsul Gaius Antonius Hybrida. Er führte beim entscheidenden Sieg über den Revolutionär Lucius Sergius Catilina bei Pistoria Anfang 62 v. Chr. das Kommando, weil Antonius wegen eines Fußleidens nicht am Kampf teilnehmen konnte. Während Gaius Iulius Caesars Konsulat 59 v. Chr. solidarisierte er sich mit Caesars Gegner Marcus Porcius Cato.
Ab 55 v. Chr. war Petreius neben Lucius Afranius einer der Legaten, die für den nominellen Statthalter Gnaeus Pompeius Magnus die spanischen Provinzen verwalteten. Nach dem Ausbruch des Bürgerkriegs 49 v. Chr. traten Petreius und Afranius Caesar entgegen, der vor dem Kampf gegen Pompeius Spanien sichern wollte. Die beiden Legaten erlitten nach einigen Anfangserfolgen eine Niederlage und mussten am 2. August bei Ilerda kapitulieren und ihr Heer entlassen. Petreius und Afranius gingen zu Pompeius nach Griechenland. Nach der Schlacht von Pharsalos floh Petreius mit Cato von der Peloponnes nach Nordafrika. Petreius diente auch beim Widerstand der Pompeianer dort weiter als Legat. Zusammen mit Titus Labienus konnte er zunächst Erfolge gegen Caesar erzielen. Nach der Niederlage der Pompeianer bei Thapsus floh Petreius zusammen mit dem Numiderkönig Iuba. Als ihre Lage aussichtslos wurde, gaben sich beide auf einem Landgut bei Zama den Tod: Petreius tötete Iuba im verabredeten Zweikampf und nahm sich selbst mit Hilfe eines Sklaven das Leben.